# El Malpais National Monument
El Malpais National Monument est un site protégé situé aux États-Unis dans la partie occidentale de l'État du Nouveau-Mexique, près de la Cibola National Forest, dans le comté de Cibola. Il fut décrété Monument National en 1987 et couvre une superficie de 462 km2.

## Étymologie
El Malpais signifie « mauvaises terres » en espagnol, en raison du champ volcanique extrêmement stérile et spectaculaire qui couvre une grande partie de la superficie du parc.

## Description
Les coulées de lave, les cônes de cendre et autres caractéristiques volcaniques d’El Malpais font partie du champ volcanique Zuni-Bandera. Le parc est couvert par de la lave et offre de nombreuses grottes et tubes de laves à explorer. De nombreuses chauve-souris y vivent. Le parc est géré conjointement avec le monument national El Morro situé à proximité. L’aire de conservation nationale adjacente d’El Malpais est protégée et gérée par le Bureau of Land Management des États-Unis.

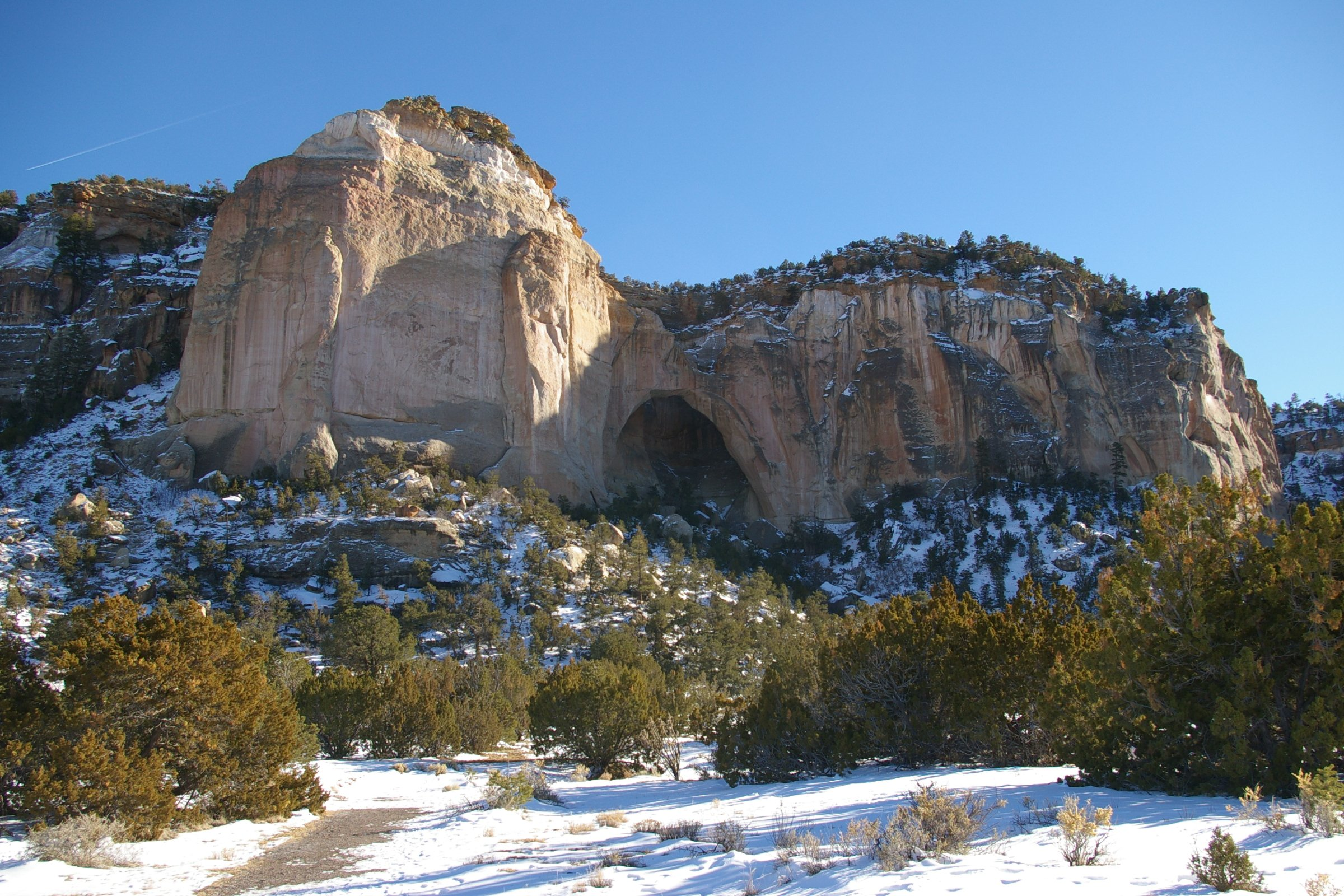
Roche avec arche.
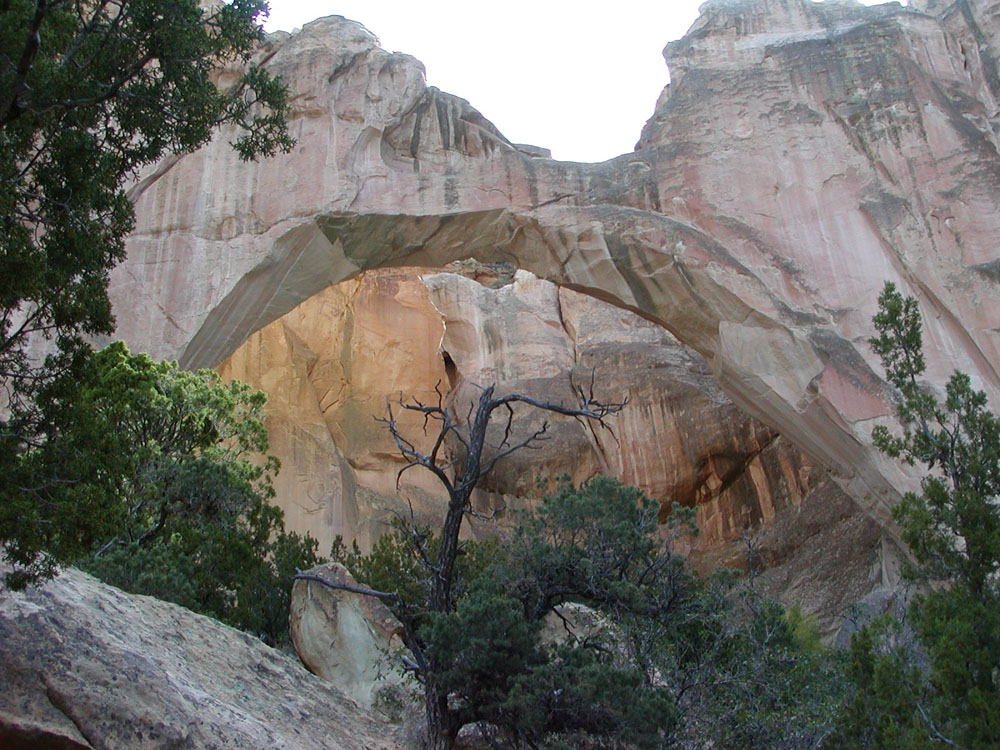
Ventana Arch.
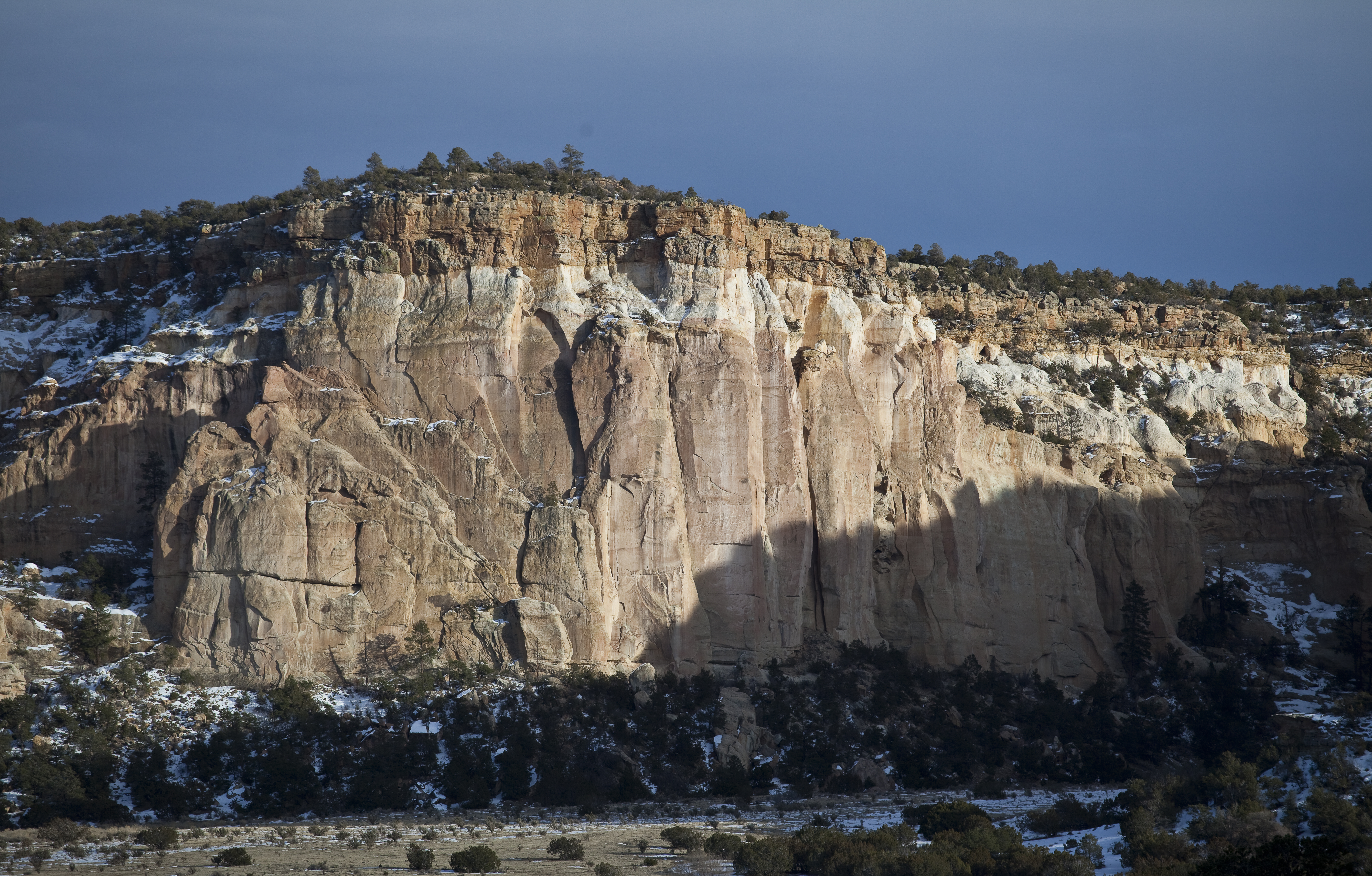
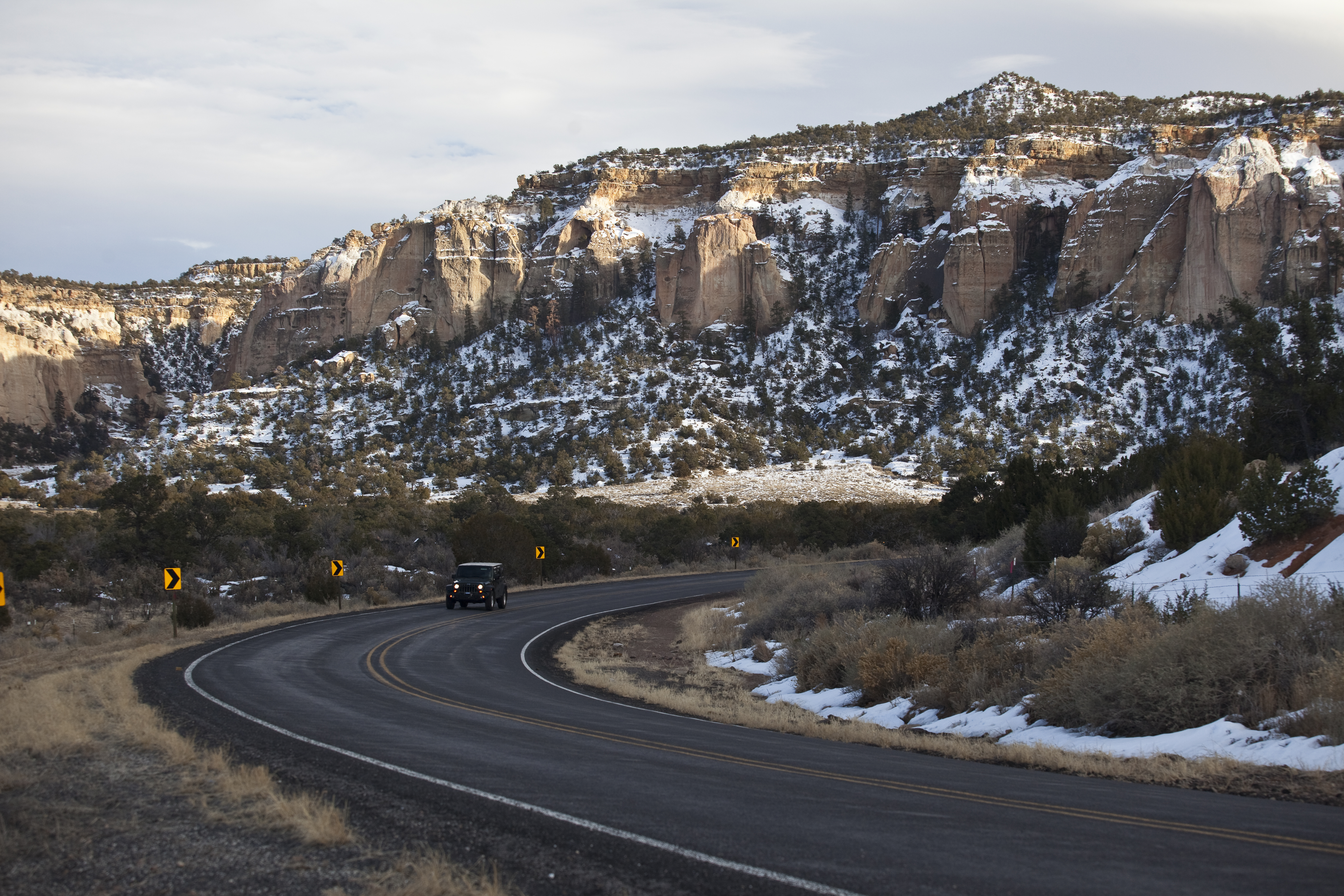
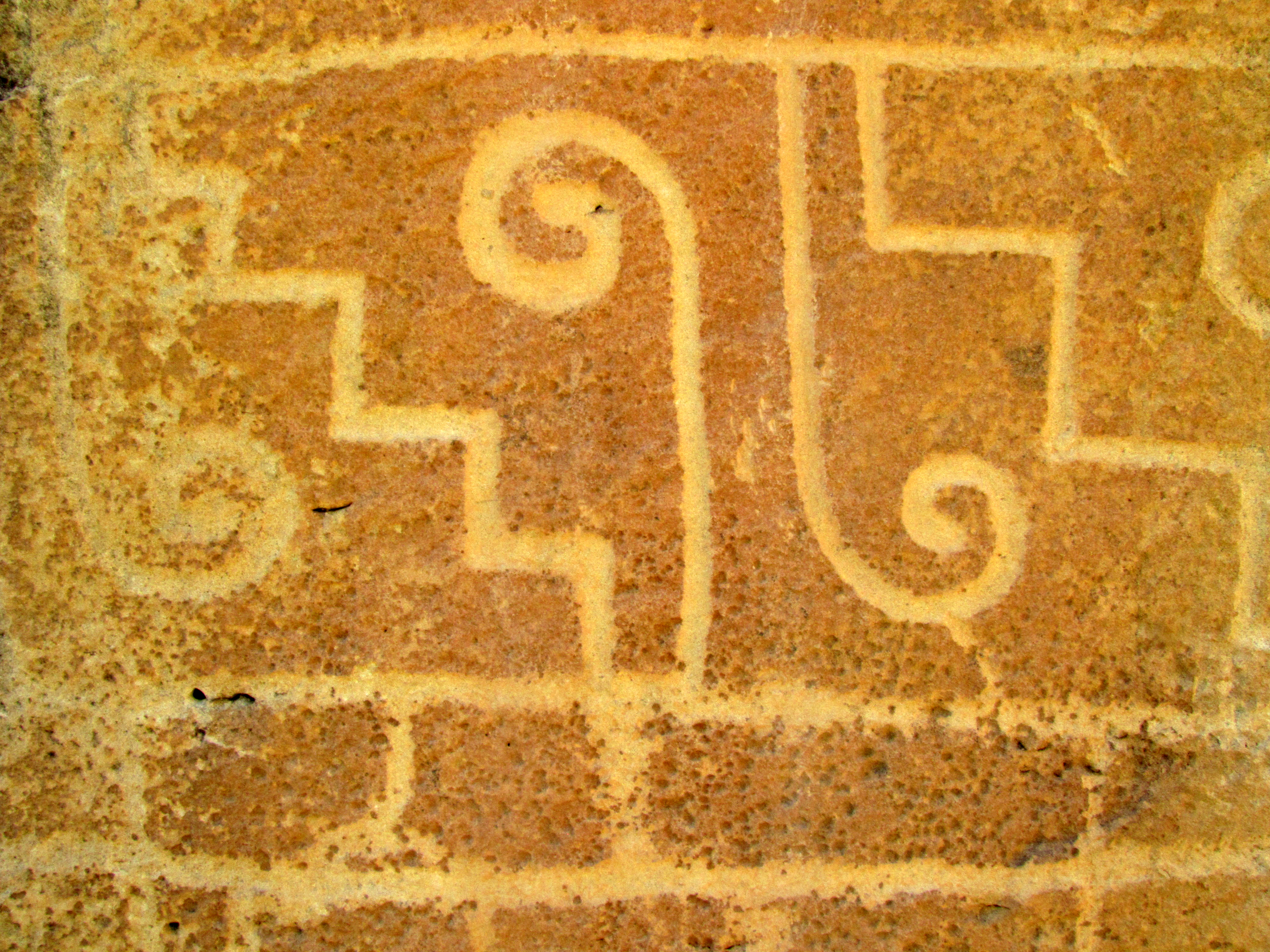
Pétroglyphes.
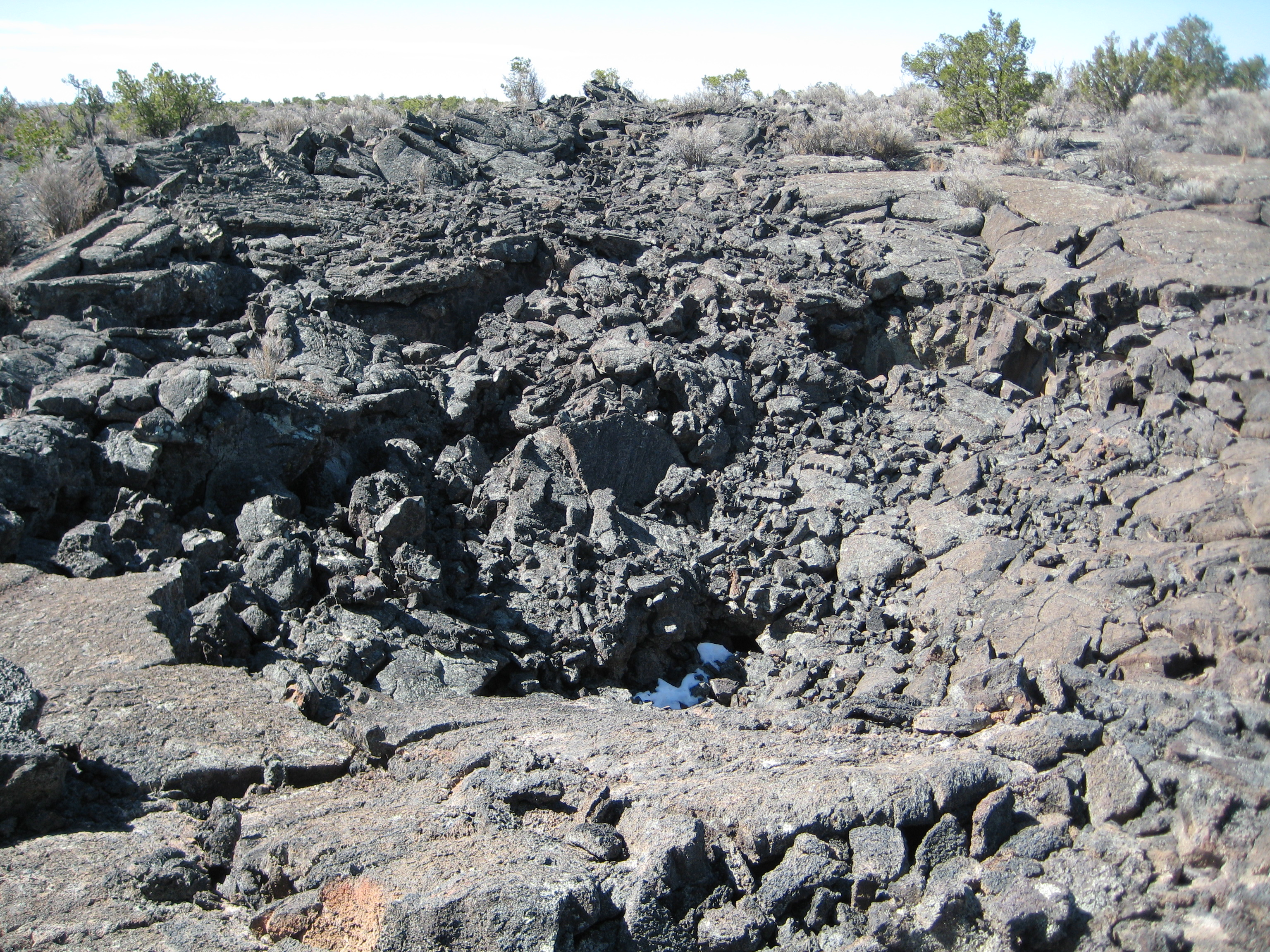
Cratère de lave.

## Tourisme
En 2004, le parc a reçu 143 551 visiteurs[réf. nécessaire].

## Population
Les peuples amérindiens pueblos (Acoma, Laguna, Zuñi) ainsi que les Ramah Navajo continuent à être présents sur le site.